# 利雅德級巡防艦
利雅德級巡防艦（英語：Al Riyadh-class frigate），是以法國海軍拉法葉級巡防艦為設計基礎改良外銷沙烏地阿拉伯皇家海軍的防空任務導向用巡防艦，公司代號F-3000S，滿載排水量約4700噸。為目前沙烏地皇家海軍的主力水面作戰艦。

## 簡介
法國在1980年代末期向世界推銷拉法葉級巡防艦設計，其匿蹤外型與可提供的武器裝備受到國外注目。採購F-2000巡防艦的沙烏地阿拉伯在1989年6月11日向法國造艦局訂購3艘巡防艦，最初代號稱FL-300。最初沙烏地海軍僅提出需要安裝防空飛彈與反艦飛彈的3,000噸級巡防艦，但進入實際談判協調後整個需求定義大改，至1994年11月22日簽訂正式採購合約時，沙烏地向法國採購的是以F-3000巡防艦（拉法葉級巡防艦）為基礎發展的防空巡防艦，代號F-3000S。最初沙國僅簽訂2艘的造艦合約，至1997年5月21日才簽訂了第三艘艦的建造合約。
利雅德級雖然是以拉法葉級的船型改良衍生，但相較於法國版本，利雅德級裝設了完整的戰鬥武器與偵蒐系統，因此全艦重量較拉法葉級增加900噸。
利雅德級和其它拉法葉級與衍生型比較最顯著的差異點在於三桅桿設計。由於1990年代的法國技術尚無法將長程對空搜索雷達與射控雷達整合為單一系統，因此法國造艦局只能將兩款雷達分開擺設。並將原先設計在艦體中央的多用途小艇收納區移到艦體後段，使上層結構獲得足夠空間擺設三桅桿與整合式煙囪，同時利雅德級與拉法葉級相同，上層結構大量使用強化玻璃纖維複合材料製作，降低結構噸位。
由於利雅德級重量較原先拉法葉級增加太多，既有的12汽缸PA6柴油引擎動力不足，因此更換為16汽缸的16 PA6 V280 BTC柴油引擎，單引擎出力從5,250匹馬力增加到7,400匹馬力。使船艦極速維持25節標準。
武裝
利雅德級在1990年代的賣點，是艦上整合了法國開發的紫苑15防空飛彈與垂直發射系統，同時艦上裝有阿拉貝爾雷達，該雷達為法國在1990年代為了紫苑系列火控管制所研發的三次元被動相位陣列雷達，可在70公里偵蒐距離內追蹤50個目標，並鎖定16個目標進行交戰，對長程目標的搜索則交由DRBV-26D木星II二次元對空搜索雷達負責。在神盾戰鬥系統與AN/SPY-1_3D相位陣列雷達未釋出前，利雅德級使用是當時國際軍火市場中最為先進的軍艦防空系統之一。
對水下目標搜索與攻擊能力上，利雅德級搜索裝置與康定級巡防艦相同，使用湯姆生公司研製的TSM-2633 Spherion-10B主/被動艦首聲納與 ATAS(V)3 拖曳式主/被動陣列聲納。但反潛武器為21吋的F17P重型魚雷，可攻擊20公里內的水下目標。利雅德級也具有與康定級尺寸相近的直升機甲板，可起降SH-60等級的10噸級直升機，但沙烏地阿拉伯海軍並未購置該噸級的機型，僅配備5噸級的AS-365直升機。

## 同型艦
| 舷號 | 艦名     | 建造商    | 開工      | 服役       |
| ---- | -------- | --------- | --------- | ---------- |
| 812  | 利雅德號 | DCN洛里昂 | 1999年9月 | 2003年7月  |
| 814  | 麥加號   | DCN洛里昂 | 2000年8月 | 2004年4月  |
| 816  | 達曼號   | DCN洛里昂 | 2001年8月 | 2004年10月 |

## 資料來源
1. ↑  Eric Wertheim. . Naval Institute Press. 2013: 646–647. ISBN 978-1591149545.
2. ↑  .   [2019-07-19]. （原始内容存档于2010-01-27）.
3. ↑  . mdc.   [2019年7月19日]. （原始内容存档于2019年6月18日） （中文）.

## 外部連結
- 维基共享资源上的相關多媒體資源：利雅德級巡防艦